# 格勞勒 (亞利桑那州)
格勞勒（英語：Growler）是位於美國亞利桑那州尤馬縣的一個非建制地區。該地的面積和人口皆未知。

## 地理
格勞勒的座標為32°48′56″N 113°47′57″W / 32.81556°N 113.79917°W，而該地的平均海拔高度為98米（即322英尺）。